# Prodejna

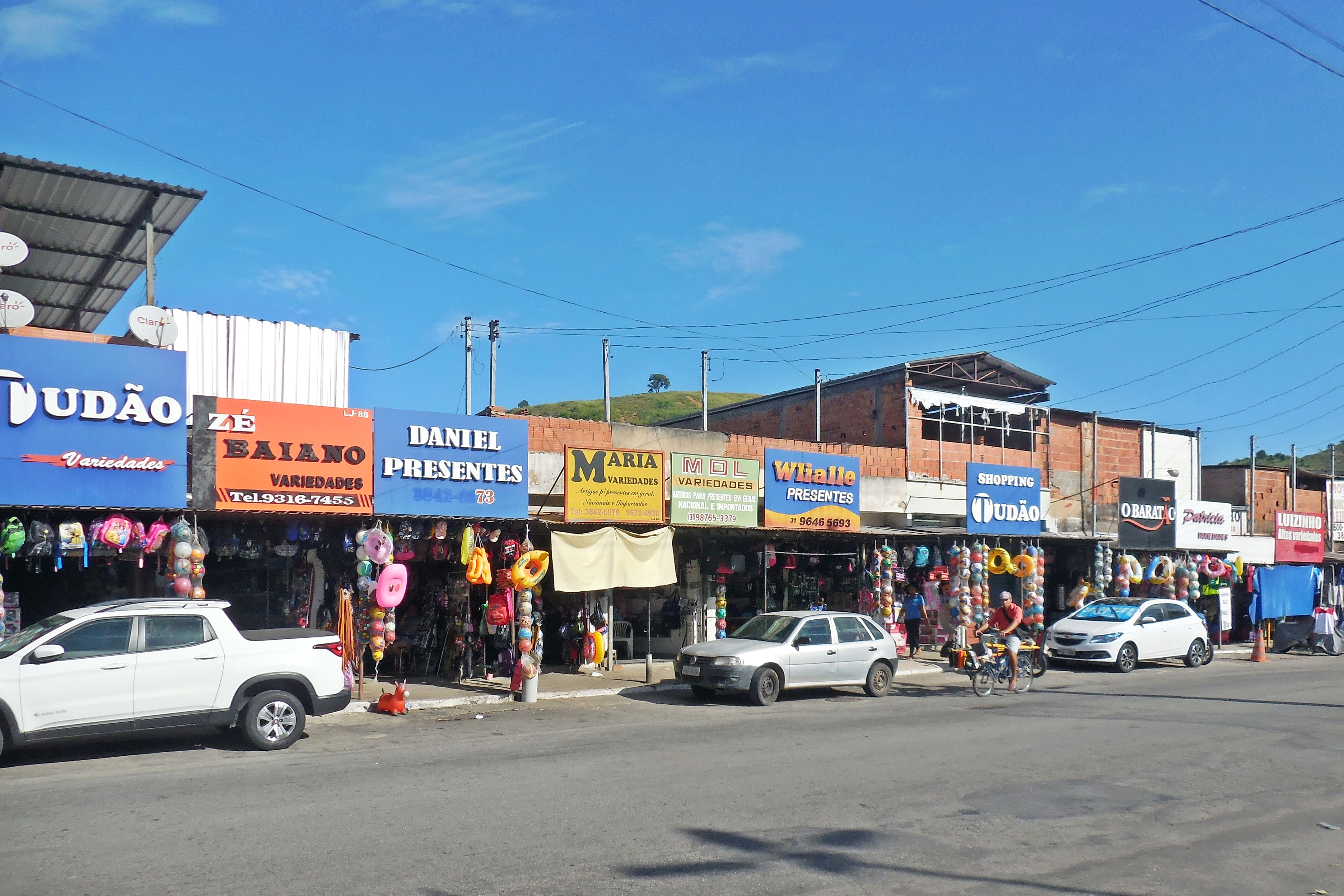
Maloprodejny v Brazílii

Prodejna je obchodní zařízení, maloobchodní prodejní jednotka, která bývá zřízena za účelem uspokojování potřeb jednotlivých občanů a jejich domácností.

## Maloprodejny
Nejmenší prodejny se mohou sestávat z třeba i z jedné jediné místnosti či z malého venkovního prodejního stánku, ve kterém pracuje jediný člověk neboli prodavač.

## Velkoprodejny
Největší prodejny jsou pak dnes tolik rozšířené mamutí velkoprodejny v supermarketech, hypermarketech, velkých nákupních střediscích a obchodních domech. Pracuje tu více zaměstnanců, navíc bývají velmi často doplněny řadou dalších doplňkových služeb pro zákazníky a jejich rodinné příslušníky.

## Běžné prodejny
Běžné prodejny umístěné ve starší zástavbě pak zabírají často přízemní části obytných domů. Jako takové sestávají z několika místností, mívají samostatný vchod pro zákazníky přímo z ulice. V přední části takovéto prodejny bývají prostory určené pro styk se zákazníky respektive vlastní prodejní místnosti, v zadní části bývají vybaveny pobočnými sklady a nezbytným technickým zázemím pro zaměstnance.

## Pojízdné prodejny
Pro zásobování odlehlých míst a malých obcí bývají používány také pojízdné prodejny. Jedná se o zpravidla o upravené autobusy nebo velké dodávkové automobily.

## Prodejní doba
V Česku je podobně jako v jiných zemích od října 2016 zákonem regulována prodejní doba v maloobchodě i velkoobchodě. Není-li vyhlášen krizový stav, je obecně zakázán prodej o určených státních a dalších svátcích: 1. ledna, Velikonoční pondělí, 8. května, 28. září, 28. října a o vánočních svátcích 25. a 24. prosince. Na vlastní Štědrý den 24. prosince se smí prodávat pouze dopoledne do 12 hodin. Výjimkami, kde i v těchto dnech prodávat lze, jsou malé prodejny do 200 m² prodejní plochy, čerpací stanice, lékárny a prodejny ve zdravotnických zařízeních nebo na letištích a nádražích.